# Tridens oklahomensis
Tridens oklahomensis är en gräsart som först beskrevs av Henry Ira Featherly, och fick sitt nu gällande namn av Henry Ira Featherly. Tridens oklahomensis ingår i släktet Tridens och familjen gräs. Inga underarter finns listade i Catalogue of Life.